# 埃古斯

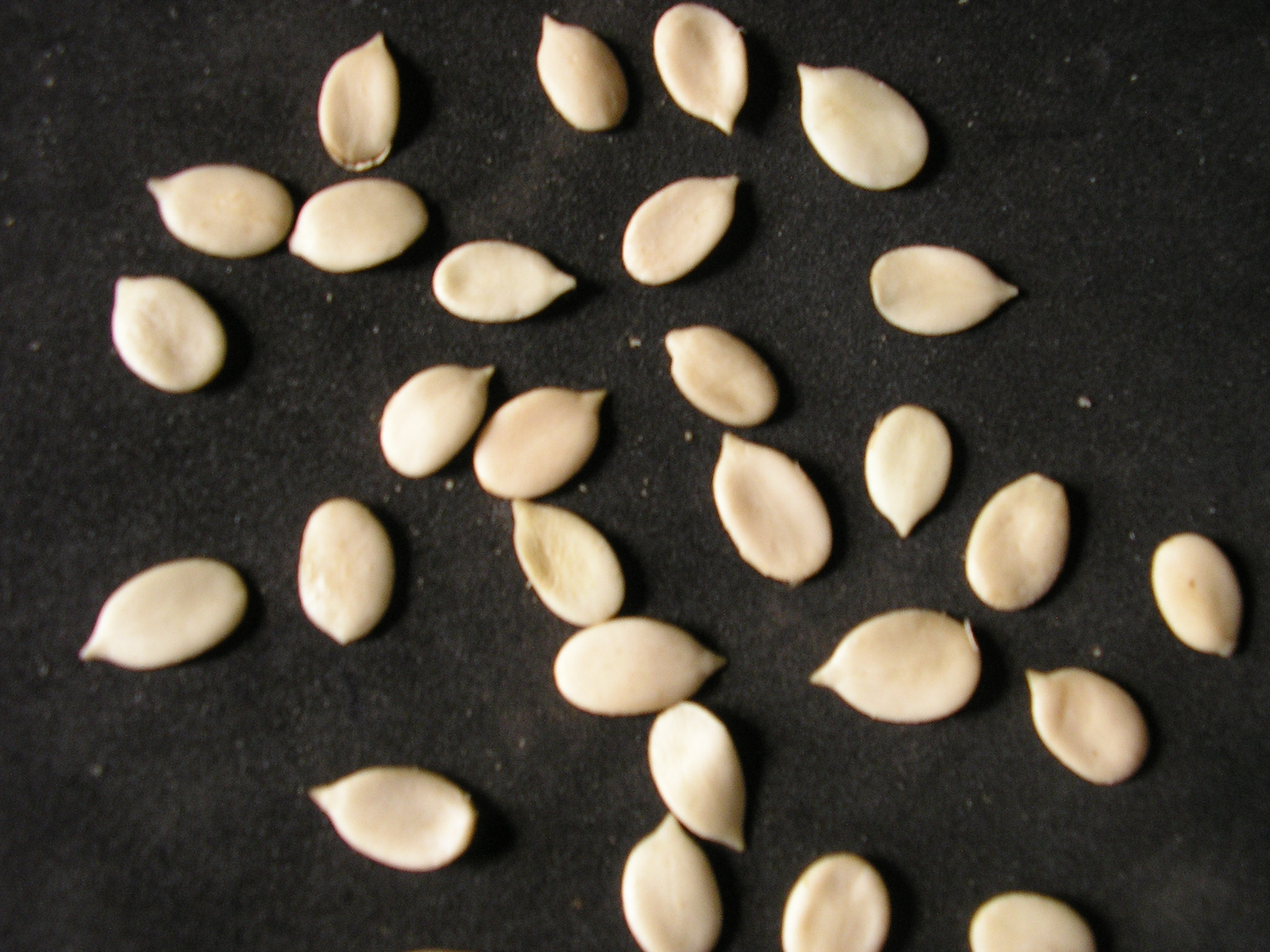
去壳的埃古斯

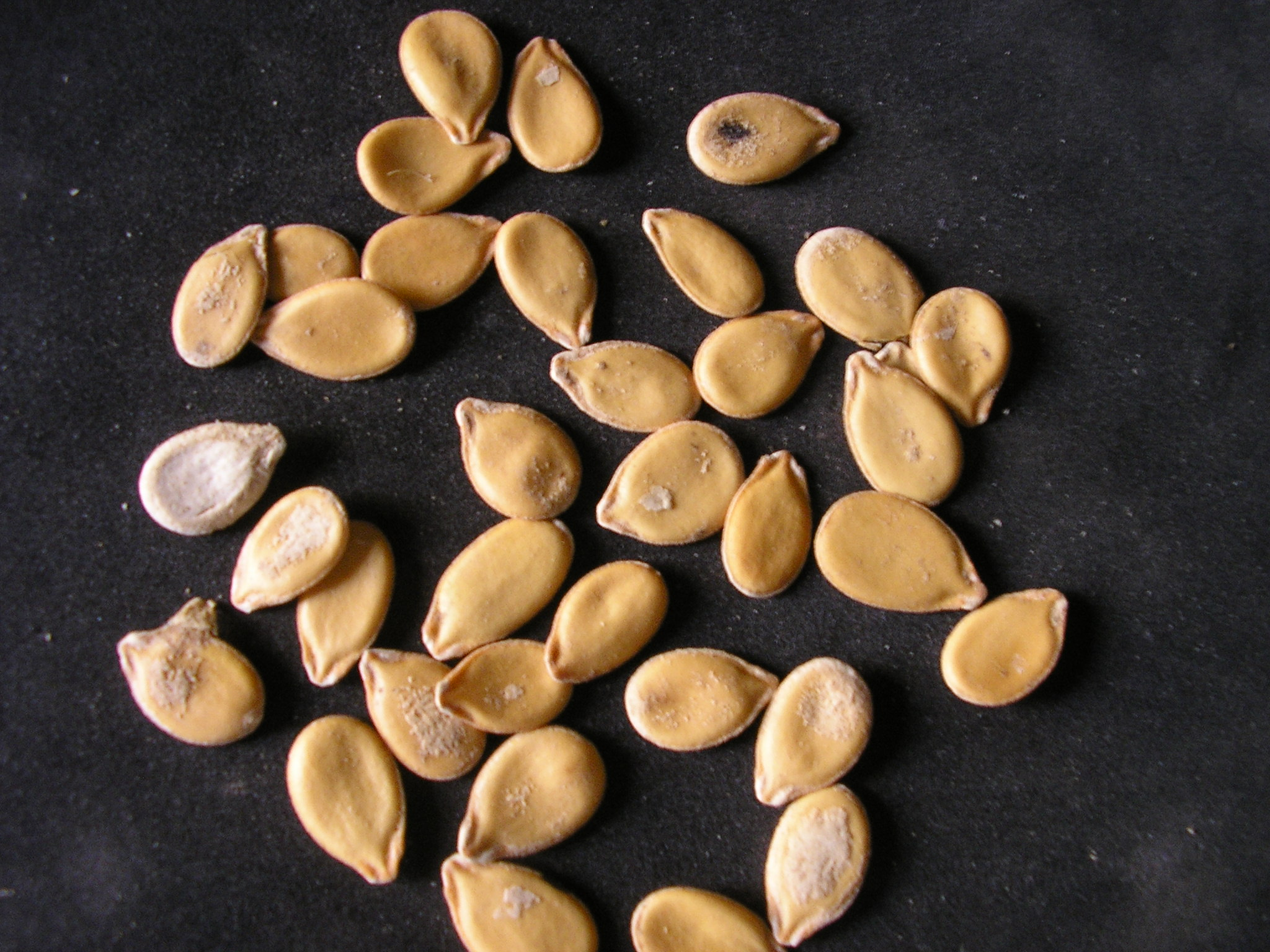
带壳的埃古斯

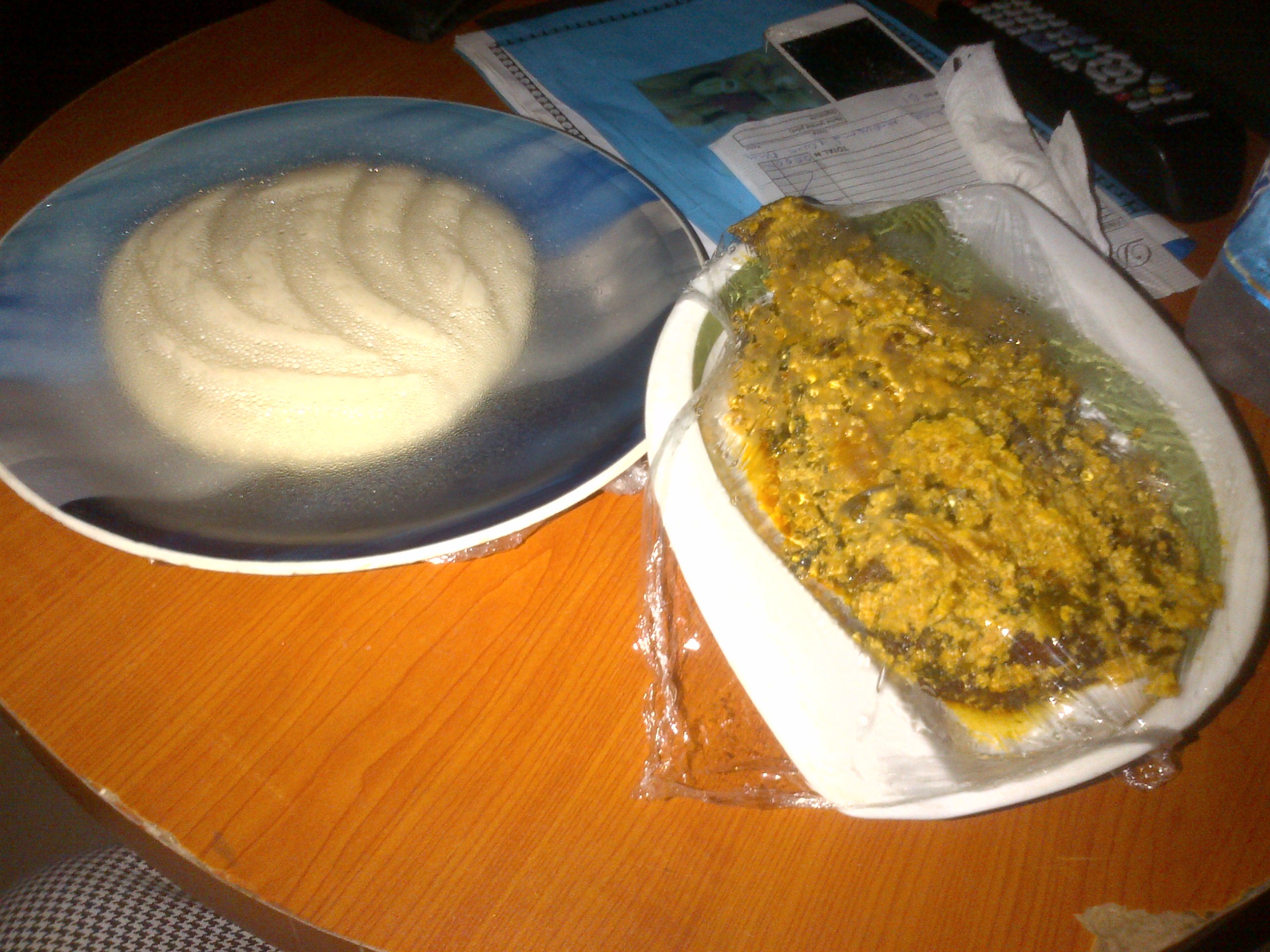
碎番薯配埃古斯鱼汤

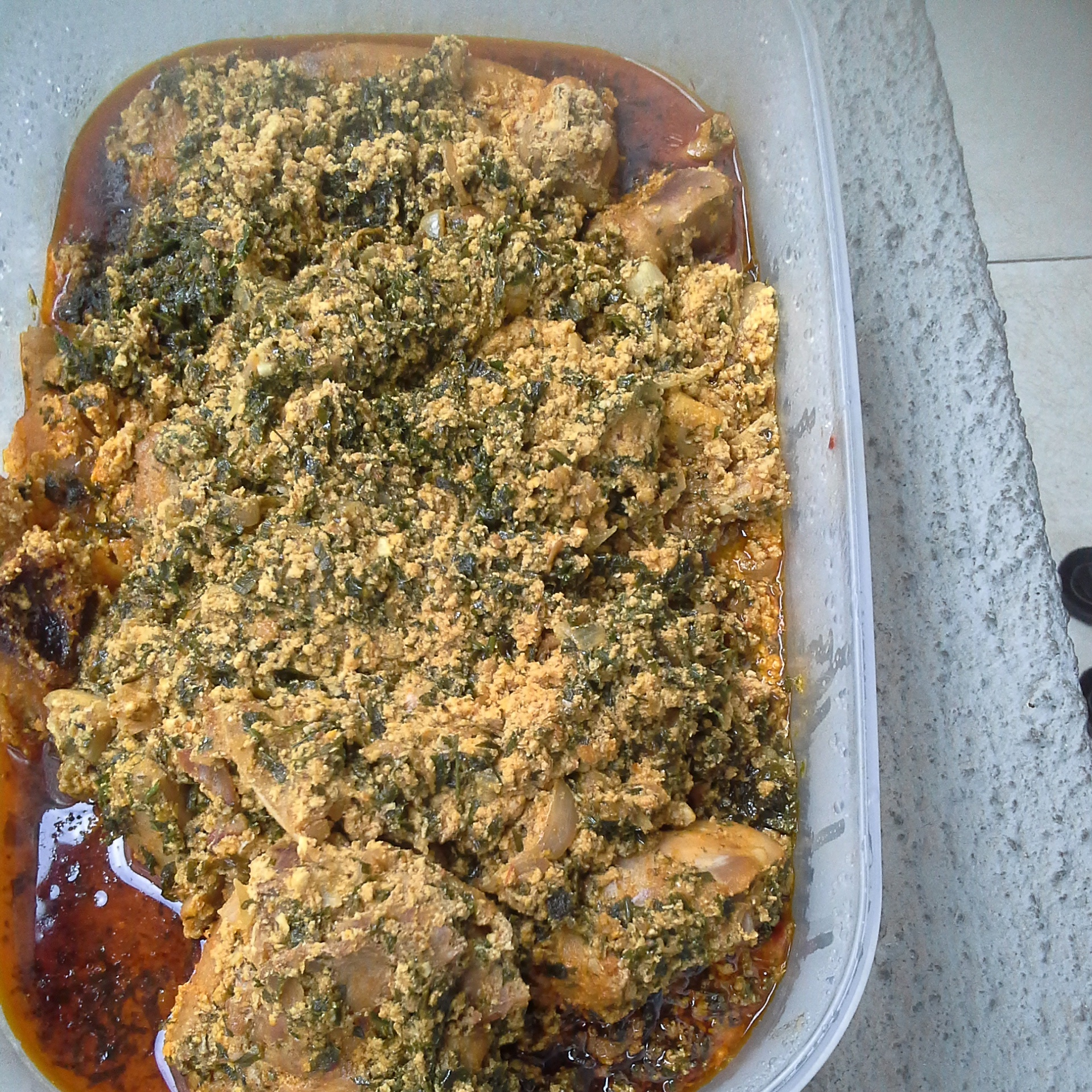
埃古斯与苦叶汤

埃古斯或称埃古西、伊古西（英語：Egusi, agusi, agushi），是一类葫芦科植物（比如南瓜、西瓜、葫芦）的富含脂肪和蛋白质的种子，在烘干或晒干后使用。它也是西非饮食中的主要烹饪食材之一。
当地人们争议这个词，是否更适合用于描述那些特定的大种籽瓜类（比如苦西瓜籽），还是用于描述任何葫芦科植物的种子。但这些种子的特性和用途大致相同。种植埃古斯的主要国家有马里、布基纳法索、多哥、加纳、科特迪瓦、贝宁、尼日利亚和喀麦隆。

## 使用
埃古斯汤是一种用埃古斯捣碎搅拌增稠后的汤类，它在西非深受欢迎。在不同地区中味道各有不同。除使用种子、水、油之外，埃古斯汤通常还增加一些菜叶、蔬菜、调味料和肉类。菜叶通常包括斑鸠菊叶、凹槽南瓜叶、青葙、菠菜。其他蔬菜常见有西红柿和秋葵。典型的调料有辣椒、洋葱、非洲刺槐豆。此外还常常加有牛肉、羊肉、鱼、虾、淡水龙虾。
在尼日利亚，埃古斯深受不同人群的欢迎，特别是尼日利亚东南部的伊博人、南部的伊比比奥人与埃菲克人（卡拉巴尔人）、北部的豪萨人、西南部的埃多人、埃桑人、埃特萨克人。约鲁巴人均喜爱埃古斯，值得一提的是位于奥孙州的伊利沙民众，喜欢吃碎番薯配埃古斯汤。
在加纳，埃古斯也被称为阿古西之阿卡罗阿（英語：akatoa of agushi）。其使用方法与尼日利亚相似，通常用来做汤和炖菜，最常见的是制成帕拉维菜（英語：palaver sauce）。
1980年后期，加拿大政府资助了一个研发机器项目，用于帮助喀麦隆人处理埃古斯的脱壳晒制。尼日利亚已经开发出一种制作埃古斯的机器。

## 相关
- 南瓜籽
- 西瓜籽油（英语：Watermelon seed oil）
- 伊格博菜（英语：Igbo cuisine）
- 埃古斯酱（英语：Egusi sauce）
- 瓜类食物列表（英语：List of melon dishes）
- 非洲食物列表（英语：List of African dishes）
- 炖菜列表（英语：List of stews）